# Śląsk Czeski
Śląsk Czeski (też Śląsk Morawski, dawniej Śląsk Austriacki, Śląsk Czechosłowacki lub Śląsk Sudecki, czes. České Slezsko, czasami Moravské Slezsko, niem. Tschechisch Schlesien, Mährisch-Schlesien albo Sudetenschlesien) – część Śląska należąca dziś do Czech.
W skład Śląska Czeskiego wchodzą:
- fragment Górnego Śląska – Śląsk Opawski i kraik hulczyński,
- zachodnia część Śląska Cieszyńskiego (tzw. Zaolzie),
- fragment Dolnego Śląska – niemal cały powiat Jeseník oraz Heřmanovice (niem. Hermannstadt) w powiecie Bruntal, a także Mnichov (niem. Einsiedel) i Železná (niem. Buchbergsthal), będące obecnie częścią gminy Vrbno pod Pradědem, stanowiące fragment dawnego dolnośląskiego księstwa nyskiego. W 1958 na skutek wymiany terytoriów Czechosłowacja uzyskała także skrawki Dolnego Śląska w okolicach miasta Pec pod Sněžkou i miejscowości Kořenov.

Do Śląska Czeskiego zalicza się dziś również 26 enklaw morawskich, które już od XIX wieku administracyjnie tworzyły całość z dawnym Śląskiem Austriackim.
Większa część Śląska czeskiego znajduje się w obrębie kraju morawsko-śląskiego, mniejsza część leży w kraju ołomunieckim. Fragmenty Dolnego Śląska otrzymane w 1958 znajdują się w kraju hradeckim i libereckim.
Stolica: Opawa (czes. Opava). Największym miastem położonym w całości na Śląsku Czeskim jest Hawierzów, natomiast największym miastem leżącym w ponad 60% na tej historycznej ziemi jest Ostrawa.

## Historia
- 1740–1742 – I wojna śląska.

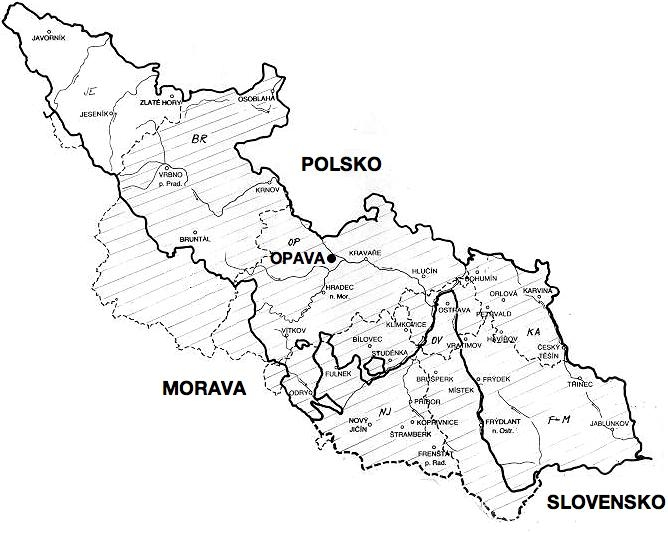
Śląsk Czeski na tle granic kraju morawsko-śląskiego

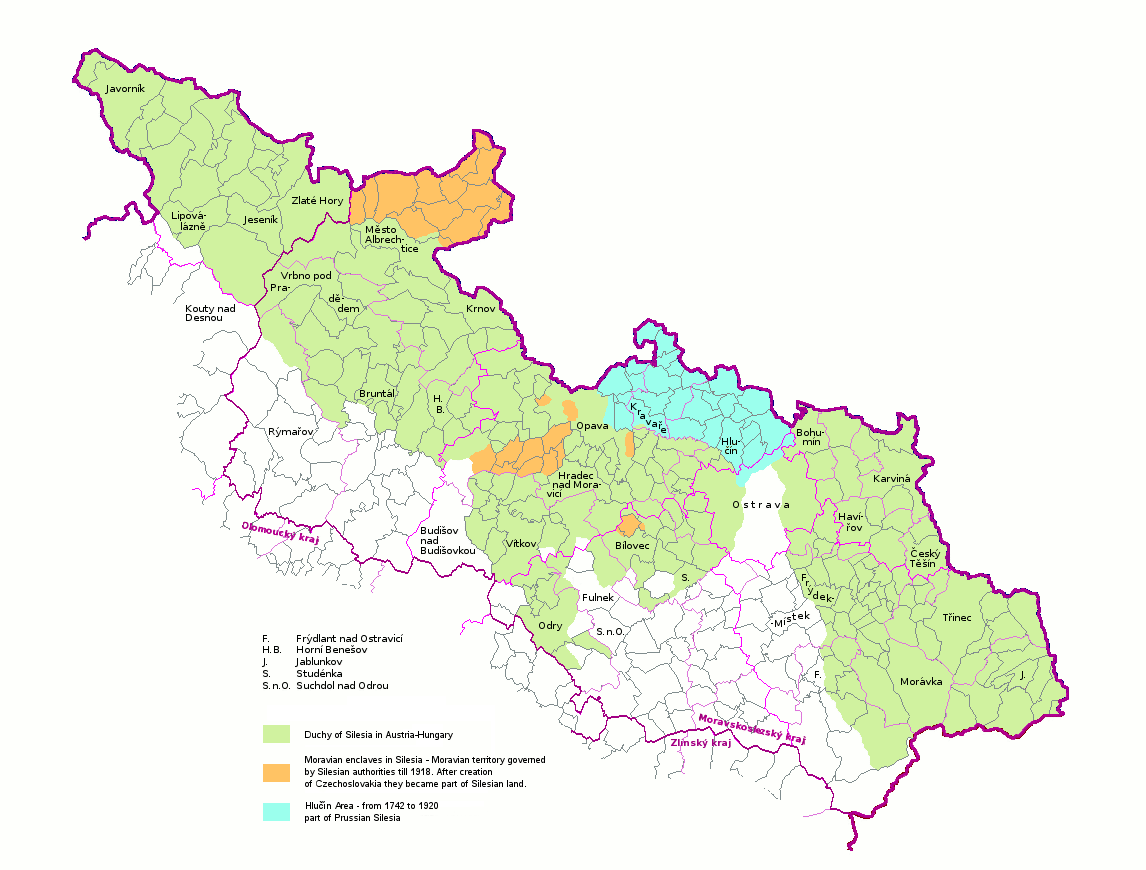
Śląsk Czeski z zaznaczonymi enklawami morawskimi (kolor pomarańczowy) i kraikiem hulczyńskim (kolor niebieski)

- 1740 – Król pruski Fryderyk II Wielki zajmuje większość ziem Górnego Śląska, poza księstwami cieszyńskim, opawskim i karniowskim.
- 1741, 10 czerwca – Zwycięstwo pruskie nad Austrią w bitwie pod Małujowicami i zajęcie Śląska przez Prusy.
- 1742, 11 czerwca – Podpisanie pokoju we Wrocławiu na mocy którego Fryderyk II opanował prawie cały Śląsk Dolny (oprócz części biskupiego księstwa nyskiego – ziemi frywałdowskiej) i większość Górnego, w tym księstwo opolskie i raciborskie.
- 1751 – podział Śląska Austriackiego (ze stolicą w Opawie) na obwody karniowski (cz. Krnovský kraj, niem. Jägerndorfer Kreis), opawski (cz. Opavský kraj, niem. Troppauer Kreis) i cieszyński (cz. Těšínský kraj, niem. Teschner Kreis).
- 1782 – Śląsk Austriacki połączony z Morawami, powstało Gubernium morawsko-śląskie.
- 1783 – podział terenu Śląska Austriackiego na obwody opawski i cieszyński.
- 1849 – Śląsk Austriacki oddzielony od Moraw jako kraina monarchii austriackiej.
- 1850 – podział Śląska Austriackiego na 7 powiatów politycznych (Bielsko, Bruntal, Cieszyn, Frysztat, Frywałdów, Karniów, Opawa-okolice i stolica prowincji Opawa)[2].
- 1918, 28 października – powstała Czechosłowacja
- 1918, październik – po powstaniu Czechosłowacji powstała m.in. na zachodzie Śląska Austriackiego (Śląsk Sudecki, niem. Sudetenschlesien) prowincja Kraj Sudetów (niem. Sudetenland, cz. Sudetsko) ze stolicą w Opawie jako jedna z prowincji Niemieckiej Austrii.
- 1918, 30 października – w Ostrawie Śląskiej (Polskiej) miał miejsce zjazd Śląskiej Partii Ludowej i Związku Ślązaków.
- 1918, grudzień – likwidacja przez Czechosłowację prowincji Kraj Sudetów.
- 1918 – Czechosłowacja wysuwała roszczenia m.in. do Głubczyc, Raciborza i Kłodzka.
- 1919, 23 stycznia – Zajęcie Zaolzia przez Czechosłowację[3], oddziały czeskie w liczbie 16 tys. żołnierzy, łamiąc ustalenia porozumienia granicznego, przekraczają granicę Śląska Cieszyńskiego i spychają nieliczne oddziały samoobrony (ok. 1,5 tys.) dowodzone przez płk Franciszka Latinika na linię Wisły.
- 1919, 26 stycznia – przegrana bitwa z oddziałami czeskimi pod Kończycami Małymi. Ginie brat gen. Józefa Hallera major Cezary Wojciech Haller.
- 1919, 28 stycznia – 30 stycznia – bitwa z oddziałami czeskimi o Skoczów, zatrzymanie ofensywy wojsk czeskich.
- 1919, 3 lutego – zawarcie zawieszenia broni. Czesi zostają zmuszeni do opuszczenia Cieszyna, Jabłonkowa, Frysztatu.
- 1920, 4 lutego – część powiatu raciborskiego, Kraik hulczyński (cz. Hlučínsko, niem. Hultschiner Ländchen), została przekazana Czechosłowacji.
- 1920, 28 lipca-31 lipca – podział Śląska Cieszyńskiego między Polskę i Czechosłowację (Zaolzie, cz. Českotěšínsko).
- 1923 – proponowany podział Śląska Czechosłowackiego do okręgów Ołomuniec (XII; cz. župa Olomouc), Ostrawa Morawska (XIV; cz. župa Moravská Ostrava) i Czeski Cieszyn (XXI; cz. župa Český Těšín).
- 1924, 29 stycznia – powstała Wielka Ostrawa (cz. Velká Ostrava) poprzez połączenie Ostrawy Morawskiej z 3 miastami morawskimi (Přívoz, Vítkovice, Mariánské Hory) i 3 gminami morawskimi (Zábřeh nad Odrou, Nová Ves, Hrabůvka).
- 1928 – czechosłowacka Ziemia Śląska (cz. země Slezská) została połączona z Ziemią Morawską (cz. země Moravská) i powstała Ziemia Morawskośląska (cz. Země Moravskoslezská) ze stolicą w Brnie.
- 1938, 2 października – Równoległe wkroczenie wojsk niemieckich na Śląsk Opawski (Kraj Sudetów i Kraik hulczyński) i wojsk polskich do czechosłowackiej część Śląska Cieszyńskiego (tzw. Zaolzie). Przyłączenie do Polski i woj. śląskiego terytorium o pow. 689 km²
- 1938, 30 października – m.in. na Śląsku Sudeckim powstała rejencja opawska (niem. Regierungsbezirk Troppau, cz. vládní obvod Opava) w ramach Okręgu Rzeszy Kraj Sudetów (niem. Reichsgau Sudetenland, cz. Říšská župa Sudety). Kraik hulczyński został przyłączany do powiatu raciborskiego w rejencji opolskiej w prowincji śląskiej (od 1941 górnośląskiej).
- 1938–1945 – germanizacja wywodzących się z języków słowiańskich niektórych niemieckich nazw geograficznych w kraiku hulczyńskim, np. Pyschcz na Sandau (1938), Bobrownik na Biberswald (1939), Marquartowitz na Markersdorf (1939), Ludgierzowitz na Ludgerstal (1939) itd.
- 1938 – 9 listopada – w niemieckim Śląsku Sudeckim dochodzi do pogromu zwanego Nocą kryształową, w wyniku którego spalono wiele żydowskich synagog, zdemolowano sklepy i pobito wielu Żydów.
- 1939, 15 marca – likwidacja pozostałej Czecho-Słowacji, okupacja niemiecka pozostałej części Czech (niem. die Rest-Tschechei) i utworzenie Protektoratu Czech i Moraw (niem. Protektorat Böhmen und Mähren). Powiat polityczny Frydek został pod nazwą powiat Frydek (niem. Bezirk Friedeck, cz. okres Frýdek) przyłączany do Oberlandratsbezirk Mährisch Ostrau w ramach Moraw.
- 1939, 25 sierpnia-26 sierpnia – Incydent jabłonkowski.
- 1939, 1 września – wybuch II wojny światowej (atak Niemiec na Polskę), na ziemi opawskiej był otwarty obóz internowanych Skrochowice (niem. Skrochowitz; dzisiaj część gminy Brumowice) dla Polaków z ziemi cieszyńskiej i Górnego Śląska.
- 1939 – okupacja niemiecka. Wcielenie polskiej – południowo-wschodniej części Górnego Śląska (województwa śląskiego) do III Rzeszy
- 1939, 8 października – dekret Adolfa Hitlera o likwidacji autonomii województwa śląskiego.
- 1941, 4 marca – wprowadzenie Volkslisty
- 1941 – ustanowienie nowej jednostki administracyjnej Provinz Oberschlesien (Prowincja Górnośląska), składającej się z rejencji katowickiej i rejencji opolskiej.
- 1941, 1 lipca – kontynuacja integracji Wielkiej Ostrawy połączenie Ostrawy Morawskiej z 2 śląskimi miastami (Śląska Ostrawa, Hrušov), 1 śląskim miasteczkiem (Michálkovice), 5 śląskimi gminami (Heřmanice, Kunčice nad Ostravicí, Kunčičky, Muglinov, Radvanice-Lipina) i 4 morawskimi gminami (Hrabová, Nová Bělá, Stará Bělá i Výškovice).
- 1944, 6 sierpnia – tragedia żywocicka.
- 1945, styczeń – przez Górny Śląsk przechodzą Marsze śmierci, w trakcie których śmierć poniosło ok. 15 tys. osób więźniów niemieckiego obozu w Auschwitz.
- 1945 – Górny Śląsk w granicach Polski i Czechosłowacji
- 1945, 9 maja – likwidacja przez Czechosłowację administracji polskiej na tzw. Zaolziu.
- od 1945 – czechizacja niektórych niemiecko-brzmiących czeskich nazw geograficznych w byłym Kraju Sudetów, np. Sudety na pohraniční území (1945), Frývaldov na Jeseník (1947), Cukmantl na Zlaté Hory (1948), Lichtvard na Světlá Hora, Suchý Zejf na Suchá Rudná, Bretnov na Široká Niva, Kružberk na Křížová, Německé Pavlovice na Slezské Pavlovice, Fulštejn na Bohušov, Zighartice na Vápenná (1949), Sudety na Krkonošsko-jesenická subprovincie (1979), Východní Sudety na Jesenická oblast (1979) itd.
- 1945, 30 maja – na Śląsku Czechosłowackim powstała Ekspozytura Śląska Krainy Morawskośląskiej (cz. Slezská expozitura země Moravskoslezské) ze stolicą w Ostrawie.
- 1945, czerwiec – zaostrzyły się stosunki polsko-czechosłowackie. Czechosłowacja wysuwała roszczenia m.in. do Głubczyc, Raciborza i Kłodzka.
- 1946, 28 czerwca – zmiana nazwy Morawskiej Ostrawy (cz. Moravská Ostrava) na Ostrawa (cz. Ostrava).
- 1948, 31 grudnia – likwidacja Krainy Morawskośląskiej.
- 1949, 1 stycznia – podział Śląska Czeskiego między kraj ołomuniecki (cz. Olomoucký kraj; ziemia jesienicka) i kraj ostrawski (cz. Ostravský kraj; Śląsk Opawski i Śląsk Czeskocieszyński)[4].
- 1960, 11 kwietnia – m.in. na terenie Śląska Czeskiego powstał kraj północnomorawski (cz. Severomoravský kraj) ze stolicą w Ostrawie.
- 1969, 1 stycznia – powstała Czeska Republika Socjalistyczna (cz. Česká socialistická republika (ČSR)).
- 1977, 30 grudnia – terytorium apostolskiej administratury w Czeskim Cieszynie zostało przyłączone do archidiecezji ołomunieckiej.
- 1993, 1 stycznia – rozpad Czechosłowacji na Czechy i Słowację.
- 1996, 30 maja – powstała diecezja ostrawsko-opawska w wyniku wyłączenia części terytorium z archidiecezji ołomunieckiej.
- 2000, 1 stycznia – podział Śląska Czeskiego między kraj ołomuniecki (cz. Olomoucký kraj; śląską częścią jest powiat Jeseník) i ostrawski (cz. Ostravský kraj).
- 2001, 31 maja – zmiana nazwy kraju ostrawskiego na Kraj morawsko-śląski (cz. Moravskoslezský kraj)[4].